# 1982년 전미 비평가 협회상
제17회 전미 비평가 협회상은 1982년 최고의 영화를 기리기 위해 1983년 1월에 열린 시상식이다.

## 수상 및 후보

### 작품상
- 투씨 수상

### 감독상
- 이티 - 스티븐 스필버그 수상

### 여우주연상
- 소피의 선택 - 메릴 스트립 수상

### 남우주연상
- 투씨 - 더스틴 호프만 수상

### 여우조연상
- 투씨 - 제시카 랭 수상

### 남우조연상
- 청춘의 양지 - 미키 루크 수상

### 각본상
- 투씨 - 머레이 슈이스걸 수상

### 촬영상
- 디바 - 필립 루셀롯 수상